# James Dougherty
James Dougherty, född 12 april 1921 i Los Angeles, Kalifornien, död 15 augusti 2005 i San Rafael, Kalifornien, var en amerikansk detektiv och lokalpolitiker. Han var mest känd för att han var Marilyn Monroes första äkta man, 1942–1946.